# 坎皮萨瓦洛斯
坎皮萨瓦洛斯，是西班牙卡斯蒂利亚-拉曼恰瓜达拉哈拉省的一个市镇。总面积54平方公里，总人口75人（2001年），人口密度1人/平方公里。